# 伊万·兰比
伊万·兰比（瑞典語：Iwan Lamby，1885年10月29日—1970年1月15日），生于斯德哥尔摩，瑞典前男子帆船运动员。他曾代表瑞典参加1912年夏季奥林匹克运动会帆船比赛，获得一枚银牌。